# Leck mich im Arsch

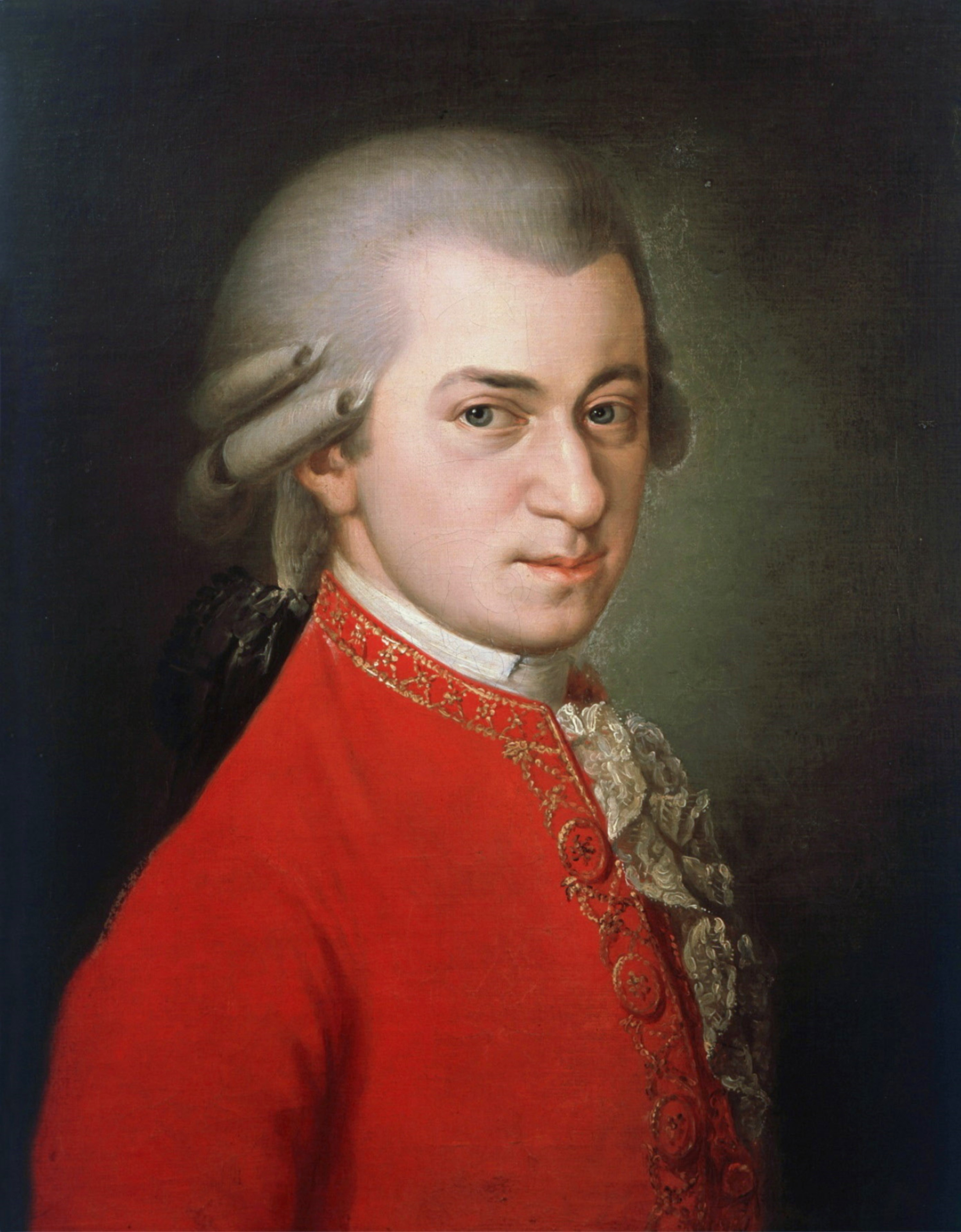
Retrato póstumo de Mozart, realizado por Barbara Krafft hacia 1819.

Leck mich im Arsch (en alemán Lámeme el culo) en si bemol mayor, K. 231/382c, es un canon compuesto por Wolfgang Amadeus Mozart, con letra de autor desconocido en alemán. Es uno de una serie de al menos seis cánones probablemente escritos en Viena en 1782. Compuesto para ser cantado por seis voces como una ronda en tres partes, se cree que es una pieza escrita para sus amigos.

## Traducción al español
Una traducción literal del título de la canción y de la letra al español sería «Lámeme en el culo». La traducción idiomática correcta es «bésame el culo», «lámeme el culo» o «que te den». Ya que tanto el título como la letra son escatológicos este canon se ha usado en ocasiones como evidencia para intentar probar que Mozart sufría de síndrome de Tourette, aun cuando esa conjetura no es apoyada por algunos profesionales de la medicina.

## Publicación y descubrimiento moderno
Mozart murió en 1791. Su viuda, Constanze Mozart, envió los manuscritos de sus cánones a los editores Breitkopf & Härtel en 1799, aclarando que necesitarían ser adaptados antes de publicarse. El editor cambió el título y la letra de la canción a un más aceptable «Laßt froh uns sein» ('¡Alegrémonos!'), similar al villancico alemán «Lasst uns froh und munter sein».
La versión original, sin censura, del manuscrito fue descubierto en 1991 en la biblioteca de música de la Universidad de Harvard. Durante el verano anterior, la biblioteca había adquirido una edición de 17 volúmenes de la obra de Mozart. Dentro de esos volúmenes había nueve cánones originales de Mozart, seis de los cuales venían firmados por él mismo, incluyendo el catalogado como KV 231, que ahora nos ocupa, y otra obra del compositor, «Leck mir den Arsch fein recht schön sauber» («Lámeme el culo hasta dejarlo limpio», catalogado como KV 233 o KV 382d en la numeración revisada). Se asumió que todos eran auténticos. Investigaciones posteriores han indicado que este último probablemente se trate de una obra de Wenzel Trnka (1739-1791).

## Letra
| Leck mich im Arsch! Laßt uns froh sein! Murren ist vergebens! Knurren, Brummen ist vergebens, ist das wahre Kreuz des Lebens, das Brummen ist vergebens, Knurren, Brummen ist vergebens, vergebens! Drum laßt uns froh und fröhlich, froh sein! | ¡Bésame el culo! ¡Alegrémonos! ¡Quejarse es inútil! Murmullar, mascullar es inútil, es la verdadera miseria de la vida, mascullar es inútil, ¡murmurar, mascullar es inútil, inútil! ¡Así que estemos contentos y felices, alegres! |

### Letra alternativa
The Complete Mozart (la edición en inglés de Las obras completas de Mozart) publicada por Brilliant tiene la siguiente letra impresa y cantada:
| Leck mich im Arsch! Goethe, Goethe! Götz von Berlichingen! Zweiter Akt; Die Szene kennt ihr ja! Rufen wir nur ganz summarisch: Hier wird Mozart literarisch! | ¡Bésame el culo! ¡Goethe, Goethe! ¡Götz von Berlichingen! Segundo acto; ¡conoces la escena demasiado bien! Cantemos ahora sumariamente: ¡Aquí está el Mozart literario! |

Esto es en clara alusión al verso ... er kann mich im Arsche lecken! en la obra teatral de Johann Wolfgang von Goethe
Götz von Berlichingen; la cita también se menciona en el artículo biográfico sobre el personaje histórico Götz von Berlichingen. 
Mozart equivocó un poco su fuente: la línea ocurre en el tercer acto, en vez de en el segundo como dice la canción.